# 查慎行
查慎行（1650年6月7日—1727年9月25日），本名嗣璉，字夏重，后改名慎行，字悔餘，號他山，又號查田，賜號煙波釣徒，晚年居於初白庵，所以又稱查初白。祖籍徽州婺源人，生于浙江海寧，清代詩人。著有《武侯論》、《他山詩鈔》、《敬业堂诗集》等作品，其中的《舟夜書所見》一詩被中國大陸收入教材。

## 生平
順治七年庚寅（1650年），五月初七日酉時生。受經史於黃宗羲，受詩法於錢澄之，聲名早著。曾在納蘭明珠府中教授其幼子。康熙二十八年，牽涉洪昇《長生殿》的國恤張樂事件，遭革職，驅逐回籍。期间其改名换字，籍貫改作錢塘。康熙四十二年（1703年）進士，授翰林院編修，入值南書房。五十二年（1713年）退休回乡家居。
雍正五年（1727年），弟查嗣庭犯文字獄，查慎行也遭牽連，被逮捕。世宗知其端谨，特許其歸返回田里。秋八月十日辰時先生卒。其長子克建、堂弟嗣珣都是進士。當時稱為“一門七進士、叔侄五翰林”。

## 著作
查慎行的詩主要學習宋人，特別是蘇軾和陸游。他注過蘇軾的詩，題為《補注東坡編年詩》，共五十卷。他的律詩、絕詩純為議論，格調老成。古詩有氣勢。
趙翼《甌北詩話》寫：「要真功力之深，則香山、放翁後一人而已。」那「一人」便是指查慎行。
他著述甚豐，詩收在《敬業堂詩集》（53集，50卷，收錄康熙18年至康熙57年所作的詩）、《敬業堂詩續集》（7集，6卷，康熙57年至雍正5年），文收在《敬業堂文集》，在易學方面有《周易玩辭集解》十卷、《易說》一卷，另著有《人海記》二卷。

## 家族
查慎行是当代作家金庸的同族，金庸小说《鹿鼎记》的回目都是集查慎行诗中的对句。